# R Pegasi
R Pegasi är en pulserande variabel av Mira Ceti-typ i stjärnbilden Pegasus. Stjärnan var den första i stjärnbilden Pegasus som fick en variabelbeteckning.
Stjärnan varierar mellan magnitud +6,9 och 13,8 med en period av 378,1 dygn.

## Fotnoter
1. ↑  Variabelstjärnornas beteckningar börjar med bokstäverna R-Z, därefter A-Q , följt av RR-ZZ och AA-QQ, varefter de börjar betecknas med bokstaven V och ett ordningsnummer, från och med V335.